# Climacoptera crassa
Climacoptera crassa là loài thực vật có hoa thuộc họ Dền. Loài này được (M.Bieb.) Botsch. mô tả khoa học đầu tiên năm 1956.